# A-2102
La A-2102 es una carretera andaluza en las provincias de Cádiz y Málaga.
La carretera sirve de acceso a San Martín del Tesorillo, El Secadero y San Enrique de Guadiaro desde el sur.
La A-2102 nace en San Martín del Tesorillo y salva el Río Guadiaro con un puente para llegar a El Secadero, barriada perteneciente a Casares (Málaga). Desde aquí la carretera continúa hacia el sureste. En esta carretera desemboca la A-2103, poco antes de la travesía de San Enrique. Finaliza en la salida 133 de la A-7, justo en el enlace de esta con la AP-7 y Torreguadiaro.
- Datos: Q5653220